# 데이브 애너블
데이브 애너블(Dave Annable, 1979년 9월 15일 ~ )는 미국의 배우이다.

## 출연 작품
- 파이널 비전 (2017)
- 이스케이프 플랜: 코드네임 제로 (2016)
- 하트비트 (2016)
- 레드 밴드 소사이어티 (2014)
- 666 파크 애비뉴 (2012)
- 당신은 몇번째인가요? (2011)
- 유 메이 낫 키스 더 브라이드 (2011)
- 브라더스 앤 시스터스 (2006)
- 리틀 블랙 북 (2004)
- 지미 키멜 라이브! (2003)